# Shu Ting
Shu Ting (en chinois : 舒婷, née en 1952 à Jinjiang, Fujian ) est le nom de plume de Gong Peiyu (en chinois : 龚佩瑜), une poétesse chinoise associée aux Poètes obscurs.

## Biographie
Elle est née en 1952. Pendant la révolution culturelle, elle est envoyée à la campagne (son père étant accusé de non-conformité idéologique) pendant trois ans, jusqu'en 1972,. De retour au Fujian, elle est contrainte de travailler dans une cimenterie, une usine de textile et une usine d'ampoules pendant sept à huit ans,,. Elle a commencé à écrire de la poésie en 1969, et son travail a été publié dans plusieurs magazines littéraires. Son premier poème, To The Oak Tree, est d'abord publié dans Jīntiān, un magazine underground dirigé par le poète dissident Bei Dao. C'est au début des années 1980 qu'elle fait de l'écriture son métier : elle devient la principale représentante féminine des Poètes obscurs. Son premier recueil, Shuangwei chuan, est paru en 1982, de même qu'un recueil écrit avec Gu Cheng.
Elle est invitée à rejoindre l'association officielle des écrivains chinois et remporte le prix national de poésie en 1981 et 1983,. Lors du mouvement de « lutte contre la pollution spirituelle » lancé en 1983 (c'est-à-dire contre « la libéralisation bourgeoise » de Deng Xiaoping), elle est critiquée, à l'instar d'autres écrivains jugés subversifs par l'État, mais réussit à maintenir son activité littéraire. Elle a ensuite publié deux recueils de poésie : Hui changge de yiweihua et Shizuniao.

## Style
Comme la plupart des poètes issus du mouvement des poètes obscurs, Shu Ting rejette l'écriture stéréotypée qui caractérise la poésie réaliste socialiste promue par le régime. Elle écrit plutôt sur la condition humaine, et cherche à travailler sur l'émotion. Elle travaille aussi sur la différence entre hommes et femme, et sur l'expression d'une sensibilité liée à la sexualité, là où les poètes de la période maoïste se  sont plutôt consacrés à une poésie produisant une image désexualisée des révolutionnaires chinois.
Son poème To The Oak Tree marque une certaine transition stylistique entre la période de poésie maoïste très marquée par les objectifs politiques du régime chinois, et l'ère post-Mao qui explore désormais la variété des expériences humaines.

## Travaux
- The mist of my heart: selected poems of Shu Ting, Traduit par William O'Donnell, Panda Books, 1995,  (ISBN 978-0-8351-3148-3)
- Shu Ting: Selected Poems (ed. by Eva Hung). Hong Kong: Renditions Paperbacks, 1994.
- "Shu Ting", Bulletin of Concerned Asian Scholars, Vol. 16, 1984

### Présence dans des anthologies
- « Smoking People », Beloit Poetry Journal, vol. 39, no 2,‎ winter 1988–1989 (lire en ligne [archive du 21 novembre 2010])
- A Book of Luminous Things: An International Anthology of Poetry, Houghton Mifflin Harcourt, 1998 (ISBN 978-0-15-600574-6, lire en ligne), « Perhaps »
- The Red Azalea : Chinese Poetry since the Cultural Revolution  (Translator Edward Morin, Fang Dai, Dennis Ding), University of Hawaii Press, 1990, 256 p. (ISBN 978-0-8248-1320-8, lire en ligne)
- The Giant Book of Poetry, Level4Press Inc, 2006 (ISBN 978-0-9768001-2-5, lire en ligne), « Assembly Line »